# راي كروفورد
راي كروفورد (13 يوليو 1936 ببورتسموث في المملكة المتحدة - ) (بالإنجليزية: Ray Crawford)‏ هو كاتب سير ذاتية ولاعب كرة قدم بريطاني في مركز الهجوم. شارك مع منتخب إنجلترا لكرة القدم. أما مع النوادي، فقد لعب مع إيبسويتش تاون وتشارلتون أثلتيك وكولتشستر يونايتد ونادي بورتسموث ووست بروميتش ألبيون ووولفرهامبتون واندررز ونادي كيترينغ تاون ونادي ديربن سيتي.

## وصلات خارجية
- راي كروفورد على موقع قاعدة بيانات كرة القدم.إي يو (الإنجليزية)
- راي كروفورد على موقع ناشيونال فوتبول تيمز (الإنجليزية)